# جيمس بيرت جارنر
جيمس بيرت جارنر (بالإنجليزية: James Bert Garner)‏ هو مهندس وكيميائي أمريكي، ولد في 2 سبتمبر 1870، وتوفي في 28 نوفمبر 1960.